# ماساکی ناکائو
ماساکی ناکائو (انگلیسی: Masaki Nakao؛ زادهٔ ۲۷ نوامبر ۱۹۹۶) بازیگر، entertainer اهل ژاپن است. وی از سال ۲۰۱۴ میلادی تاکنون مشغول فعالیت بوده‌است.